# Austrocidaria lithurga
Austrocidaria lithurga är en fjärilsart som först beskrevs av Edward Meyrick 1911b.  Austrocidaria lithurga ingår i släktet Austrocidaria och familjen mätare. Inga underarter finns listade i Catalogue of Life.